# Priorat St. Ansgar (Nütschau)

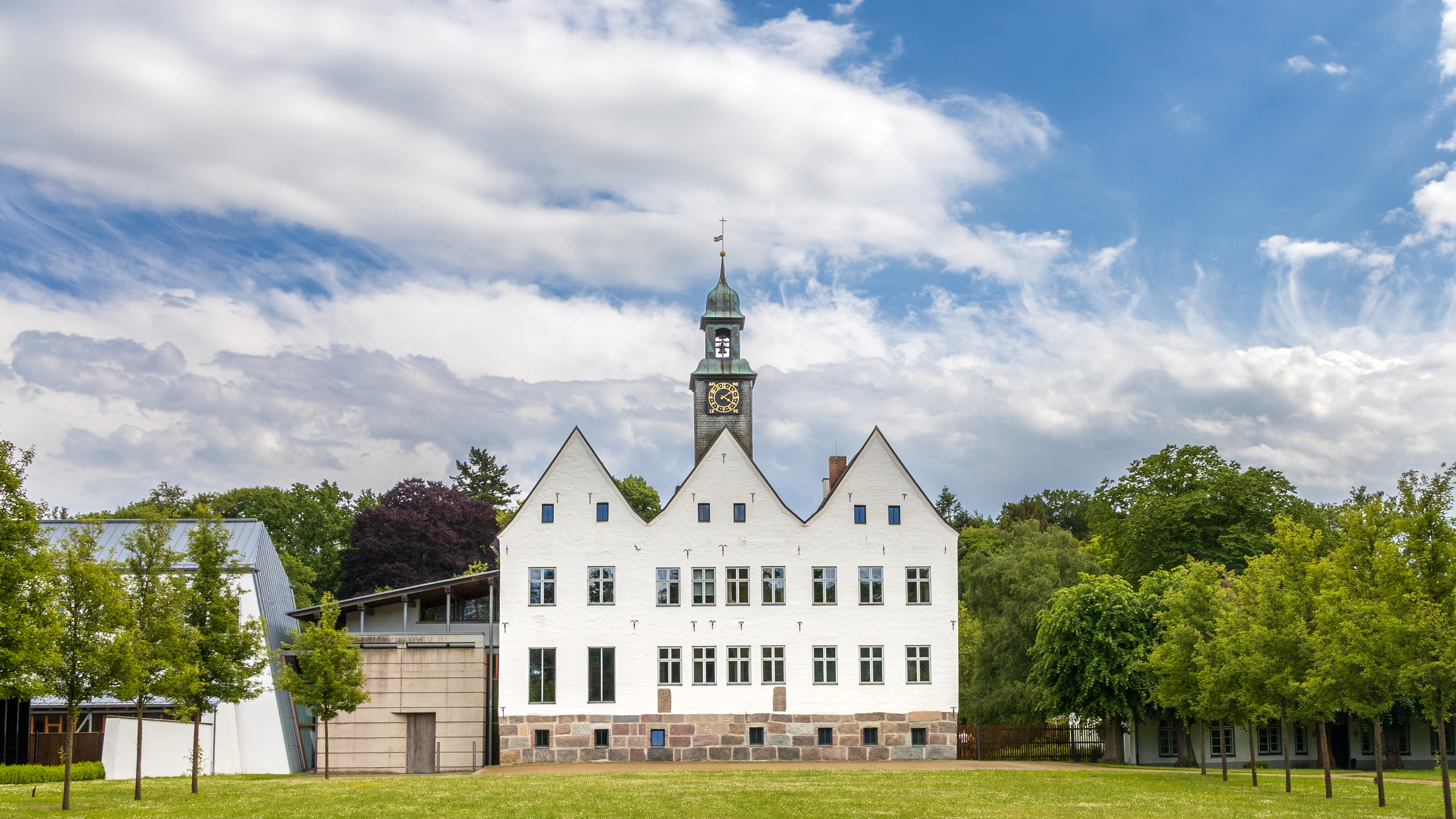
Blick auf das Herrenhaus Nütschau, 2022

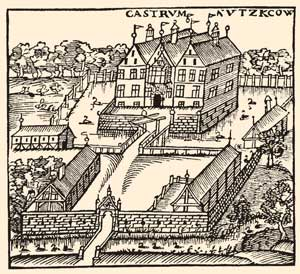
Das Castrum Nutzkcow auf einem Holzschnitt von 1591

Das Priorat St. Ansgar (auch Kloster Nütschau genannt) in Travenbrück bei Bad Oldesloe ist ein selbständiges Benediktiner-Priorat im Erzbistum Hamburg und gehört der Beuroner Kongregation an.

## Geschichte
Um 830 wurde an der Trave eine Fliehburg errichtet, mit einem Erdwall umgeben und gesichert, die Nütschauer Schanze. Sie sollte als Teil der karolingischen Grenzbefestigungen den Limes Saxoniae zwischen Elbe und Kieler Förde schützen. Dieser Sachsenwall trennte den westlichen, germanischen Teil vom slavischen Ostteil des Landes.
Nütschau wurde 1249 erstmals als Nutzikowe genannt. 1271 dann als Nucekowe und 1274 als Nutzekowe. 1343 ging die Nütschauer Mühle als Geschenk an das Zisterzienserkloster Reinfeld.
In der Nähe des geschichtlich bedeutenden Punktes des Sachsenwalls entstand ein Herrensitz, der Jahrhunderte später vom Grafen Heinrich Rantzau erworben wurde. Er war Humanist, Vorkämpfer der Reformation und Bahnbrecher der Renaissance in Schleswig-Holstein. Im Jahr 1577 begann er mit dem Bau des kleinen Wasserschlosses, dem Castrum Nutzkow, das in seiner äußeren Bausubstanz weitgehend unverändert geblieben ist. Der auf einem zeitgenössischen Holzschnitt gezeigte innere Schlossgraben mit Zugbrücke und Vorwerk ist nicht mehr vorhanden. 1777 wurde das Gut Nütschau zusammen mit den Dörfern Sühlen und Vinzier an den Gutsbesitzer Johann Matthias Schalburg verkauft. Er ließ 1778 die Wassermühle an der Trave bauen und hob in den Folgejahren die Leibeigenschaft in Sühlen und Vinzier auf. Nach einem Konkurs wechselte Nütschau 1791–1801 in rascher Folge mehrmals den Besitzer. Nach Annektierung der Herzogtümer Schleswig und Holstein durch Preußen 1867 wurde das Adlige Gut 1872 in den Gutsbezirk, später Amtsbezirk Nütschau überführt, 1928 in die Landgemeinde Tralau eingegliedert. Bis zum Übergang in Kirchenbesitz 1951 hatte der Gutshof Nütschau mit dem Herrenhaus in den Jahrhunderten 28 Besitzer.

### Gründung
Während der Ansgarfeier zum 1100. Jahrestag der Gründung des Bistums Hamburg bekundeten 1931 der Abt und die Mönche von Gerleve, im Norden Deutschlands eine weitere benediktinische Niederlassung anzusiedeln. 20 Jahre später kam der Umstand zu Hilfe, dass in Holstein nahe Bad Oldesloe das Gut Nütschau zum Verkauf angeboten wurde. Abt Pius Buddenborg entsprach den dringlichen Bitten des Erzbischofs Wilhelm Berning von Osnabrück und des Abtprimas des Benediktinerordens Bernard Kälin zu Rom, Gerlever Mönche zur Gründung einer Cella nach Nütschau zu entsenden. In Begleitung von P. Cellerar Augustin Hessing überprüfte er am 17. November 1950 das angebotene Objekt und stellte fest, Nütschau sei wegen seiner Lage, des abgerundeten Besitzes und der baulichen Gegebenheiten für ein Benediktinerkloster wohl geeignet. Am 3. Februar 1951 erwarb der Stifter Nütschaus, Erzbischof Wilhelm Berning für die Mönche der Abtei St. Joseph in Gerleve das Herrenhaus und Restgut in Nütschau. Als ersten Mönch seines Klosters entsandte der Gründungsabt Pius Buddenborg am 1. März 1951 P. Michael Bürgers, dem bald P. Plazidus Schornstein als Dekan der kleinen Kommunität und zwei weitere Mönche folgten.
Die Eröffnung des Hauses St. Ansgar in Nütschau, zunächst als Exerzitienhaus, der Abtei Gerleve wurde am 6. Mai 1951 durch den Gründerabt Pius Buddenborg vollzogen. Ziel war aber von Anfang an die Errichtung eines Klosters nach der Regel des heiligen Benedikt. Der Beginn des benediktinischen Ora et labora im holsteinischen Nütschau stand unter dem Patronat des Mönchsbischofs Ansgar.
Am 11. November 1960 erhob Abt Pius Buddenborg Nütschau als Priorat St. Ansgar zum von Gerleve abhängigen Prioratus simplex. Als ersten Prior führte er P. Amandus Eilermann ein und zur Kommunität gehörten acht aus Gerleve kommende Mönche. Das Kloster des hl. Ansgar zu Nütschau wurde am 16. Oktober 1975 zum Konventualpriorat erhoben und erhielt damit seine Selbständigkeit. Am 1. Januar 1979 bestand der Konvent dieser jüngsten Klostergründung der Beuroner Benediktinerkongregation aus acht Priester- und drei Brüdermönchen sowie einem Postulanten. Bis 2021 stieg die Zahl auf 18 Mitglieder (12 Priester und 5 Brudermönche sowie ein Novize).

### Herrenhaus
Der Renaissancebau ist eines der ältesten Herrenhäuser des Kreises Stormarn. Vom Bauherren Heinrich Rantzau zeugt heute noch eine Steinplatte von 1577 am früheren Treppenaufgang. Das Dreigiebelhaus mit seinen einfachen Proportionen ist eine, für Schleswig-Holstein typische, Anlage des Mehrfachhauses mit je einem großen Satteldach. Ursprünglich als wehrhafter Bau errichtet, wurden der Schlossgraben verfüllt und die Zugbrücke ist nicht mehr vorhanden. Auch das Innere des Hauses hat sich über die Jahrhunderte völlig verändert. Der mittlere Giebel der drei aneinandergebauten Häuser trägt einen schlanken Turm mit zwei Glocken. Auf dem Zifferblatt der Turmuhr steht die Jahreszahl 1792. Das Dreigiebelhaus ist heute das Wahrzeichen Nütschaus.
Nach dem Einzug der ersten Mönche im März 1951 hatte Abt Pius Buddenborg von Gerleve schon am 6. Mai 1951 die kleine St. Angar-Kapelle als Mittelpunkt im Schloss benediziert. Die Ewig-Licht-Ampel über dem Tabernakel stammt aus der Torretta St. Benedikts des im Zweiten Weltkrieg zerstörten Montecassino. Diese Bronzeleuchte mit der Inschrift Emitte lucem tuam et veritatem tuam ist ein Werk um 1880 aus der Beuroner Kunstschule der Erzabtei Beuron.
Noch 1951 wurde mit der denkmalgerechten Sanierung des zum Herrenhaus umgebauten ehemaligen Wasserschlosses begonnen, die 1953 endete. Die weiteren Restaurierungen folgten von 1964 bis 1967 und von 1975 bis 1977.
Ab 1996 wurde das Herrenhaus nach einem Entwurf der Architekten Gisberth Hülsmann und Elmar Paul Sommer aus Bonn-Monschau in die Neuordnung der Klosteranlage einbezogen. Im ersten Bauabschnitt wurden die Mönchzellen abgebrochen und 1999 durch einen kräftigen Neubau neben dem Herrenhaus ersetzt. Das neue Konventgebäude wurde am 19. Mai 1999 eingeweiht.
Im zweiten Bauabschnitt hatte man das Herrenhaus entkernt und bis 2006 komplett saniert. Dort befinden sich nun die gemeinschaftlich genutzten Räumlichkeiten, wie die Bibliothek, der Kapitelsaal, das Noviziat und Cellerariat, das Musikzimmer, ein Gastzimmer und eine Kapelle im Herrenhaus. Ein Eingangsbauwerk, zwischen Alt- und Neubau errichtet, verbindet die beiden Bauteile Herrenhaus und Konventgebäude auf zwei Ebenen miteinander. Die markanteste und wichtigste Änderung im Bereich des Herrenhauses war die Entfernung der im 20. Jahrhundert errichteten Freitreppe sowie der im Innern anschließenden Treppenanlage in der Halle des Hauses. Der neue Eingang zwischen beiden Gebäuden für die heutige Nutzung erinnert an den seitlichen versetzten ursprünglichen Eingang. Eine neue Wendeltreppe erschließt nun die Geschosse in Verbindung einer großen Galerie im Luftraum der Halle. Kontrastreich dazu sind die bemalten Eichenholzdielen aus der Erbauungszeit in der neuen Deckenkonstruktion.
Die beiden Häuser stehen nunmehr als zwei Pole des neuen Klosters beisammen, ohne dabei die jeweilige architektonische und historische Eigenständigkeit zu verlieren. Auch die Freianlagen vor und der hinter dem Herrenhaus befindliche Park nehmen direkten Bezug auf die durch die Architektur vorgegebene neue Ordnung.
Das sanierte Herrenhaus wurde 2007 mit dem BDA-Preis Schleswig-Holstein ausgezeichnet.

### Wirtschaftliche Verhältnisse
Von den Ländereien des Adeligen Gutes Nütschau früherer Jahrhunderte wurden am 3. Februar 1951 nur 84 Hektar des Restgutes für die Benediktiner erworben. Davon waren etwa ein Viertel Ackerfläche, ein weiteres Viertel Wald und die restlichen Flächen wurde als Wiesen und Weiden genutzt. Die Mönche führten die Landwirtschaft, der Schwerpunkt lag dabei auf der Rinderhaltung und der Milchwirtschaft. Da die Stallungen und Scheunen nicht ausreichten, errichtete man 1962 einen geräumigen Wirtschaftsbau. Zwanzig Jahre lang haben hier die Mönche die Felder bestellt, ausgesät und geerntet, Viehhaltung betrieben und die Weideflächen und Wiesen trockengelegt und melioriert. Im Winter wurde der Wald durchforstet und Sturmschäden beseitigt. Seit 1971 ist das Ackerland verpachtet, dem Kloster obliegt nur noch die Bewirtschaftung des Waldes.
Das Gut diente 1958 als Kulisse für den Film Das Mädchen vom Moorhof.

### Entwicklung des Hauses St. Ansgar
Mit dem 1954 begonnenen Erweiterungsbau, der heutigen Bildungsstätte Haus St. Ansgar, standen seit 1959 den Mönchen in Nütschau ein Exerzitienhaus mit 30 Betten, Vortrags- und Speiseräume und eine Kapelle zur Verfügung.
Die Gesamtplanung von Kloster, Kirche und Erwachsenen- und Jugendausbildungsstätte Haus St. Ansgar ist 1973 und 1974 nach Entwürfen des Hamburger Architekten Eduard Frieling ausgeführt worden. Die Grundsteinlegung der Erweiterungsbauten fand durch Abt Clemens Schmeing von Gerleve am 1. April 1974 im Beisein des Bischofs von Osnabrück Helmut Hermann Wittler. Beim Kloster, das seinen Schwerpunkt im alten Herrenhaus behalten hat und 1981 mit einem ebenerdigen Wohnbereich mit Krankenzimmer erweitert werden konnte, ist ein Bereich der Stille entstanden. Er umfasst die zentrale Kapelle, die Kirche St. Ansgar. Den Grundriss der Kirche bildet ein Quadrat von siebzehn mal siebzehn Metern mit einem um 45 Zentimeter abgesenkten engeren Kreis. Die künstlerische Gestaltung hatte der Glasmaler Siegfried Assmann aus Hamburg übernommen. Nach seinen Entwürfen entstanden die dreiseitige farbige Bleiverglasung, die die Firma Oidtmann aus Linnich ausführte. Ebenso der Altar, das Lesepult und Retabel mit Tabernakel. Das Thema der Retabel ist der Apokalypse entnommen: Der wiederkommende Christus inmitten der neuen Stadt Jerusalem. Die Bleiverglasung nimmt die Farben der umgebenden ostholsteinischen Landschaft auf. Das Blau des Wassers der Trave und des Himmels, das Dunkel der Moorerde, die hellen Töne von Sand, Mergel und Lehm, der Moränen und Feldsteine. Die Farben verdichten sich hin zu Regenbogentönen Westseite und lösen sich bei der Retabel in Transparenz des Lichtes auf. Der stille Bereich für die Menschen.
Das ehemalige Inspektorenhaus wurde von 1976 bis 1977 zum Jugendhaus St. Benedikt umgebaut und am 21. März 1977 eingeweiht. 1990 erfolgte eine Erweiterung des Jugendhauses.
In der Osterwoche 1978 hielt die Salzburger Äbtekonferenz ihre Jahresversammlung im Kloster Nütschau ab. Neben dem Abtprimas Viktor Josef Dammertz aus Rom nahmen 52 Äbte aus der Schweiz, Österreich, Südtirol, Ungarn und Deutschland teil.

### Prior
Jahreszahlen und Namen bezeichnen die nachweisbare Erwähnung als Prior:
- 11. November 1960: P. Amandus Eilermann, OSB
- 1. Oktober 1971: P. Gaudentius Sauermann, OSB
- 1994: P. Antonius Terstiege, OSB, verstarb kurz darauf
- 5. September 1994: P. Leo Overmeyer, OSB
- 27. Januar  2015: P. Johannes Tebbe, OSB